# Betty Hicks Newell
Elizabeth "Betty" Hicks Newell, född 16 november 1920 i Durham i North Carolina, död 20 februari 2011, var en amerikansk golfspelare.
Hicks vann majortävlingarna Womens Western Open 1937 och Titleholders Championship 1940. 1941 vann hon U.S. Women's Amateur och blev samma år utsedd till årets idrottskvinna av Associated Press. Hon kom tvåa i US Womens Open 1948 och 1954.
Hon var en av grundarna av föregångaren till Ladies Professional Golf Association (LPGA), Women's Professional Golf Association 1944 och hon var en av grundarna av LPGA:s utbildningsdivision och dess första ordförande 1959. 1999 belönades hon med Ellen Griffin Rolex Award för hennes instatser för att sprida golfen och att lära ut den bland kvinnor.
Betty Hicks medverkade 1952 i filmen Pat and Mike med bland andra Katharine Hepburn och Spencer Tracy där hon spelade rollen som sig själv. Hon har varit med och skrivit två böcker om golf och han har skrivit omkring 400 artiklar i olika golftidningar.
| Majorsegrare genom tiderna                                                                                  |            |             |              |               |
| 100 olika spelare har vunnit i damernas majortävlingar. Betty Hicks var den 7:e spelaren som vann en major. |            |             |              |               |
| 1:a | 6:e        | 7:e         | 8:e          | 100:e         |
| Mrs. Lee Mida                                                                                               | Patty Berg | Betty Hicks | Bea Altmeyer | Paula Creamer |
| Lista över golfens majorsegrare                                                                             |            |             |              |               |